# Rue des Réservoirs (Versailles)
Pour les articles homonymes, voir Rue des Réservoirs.

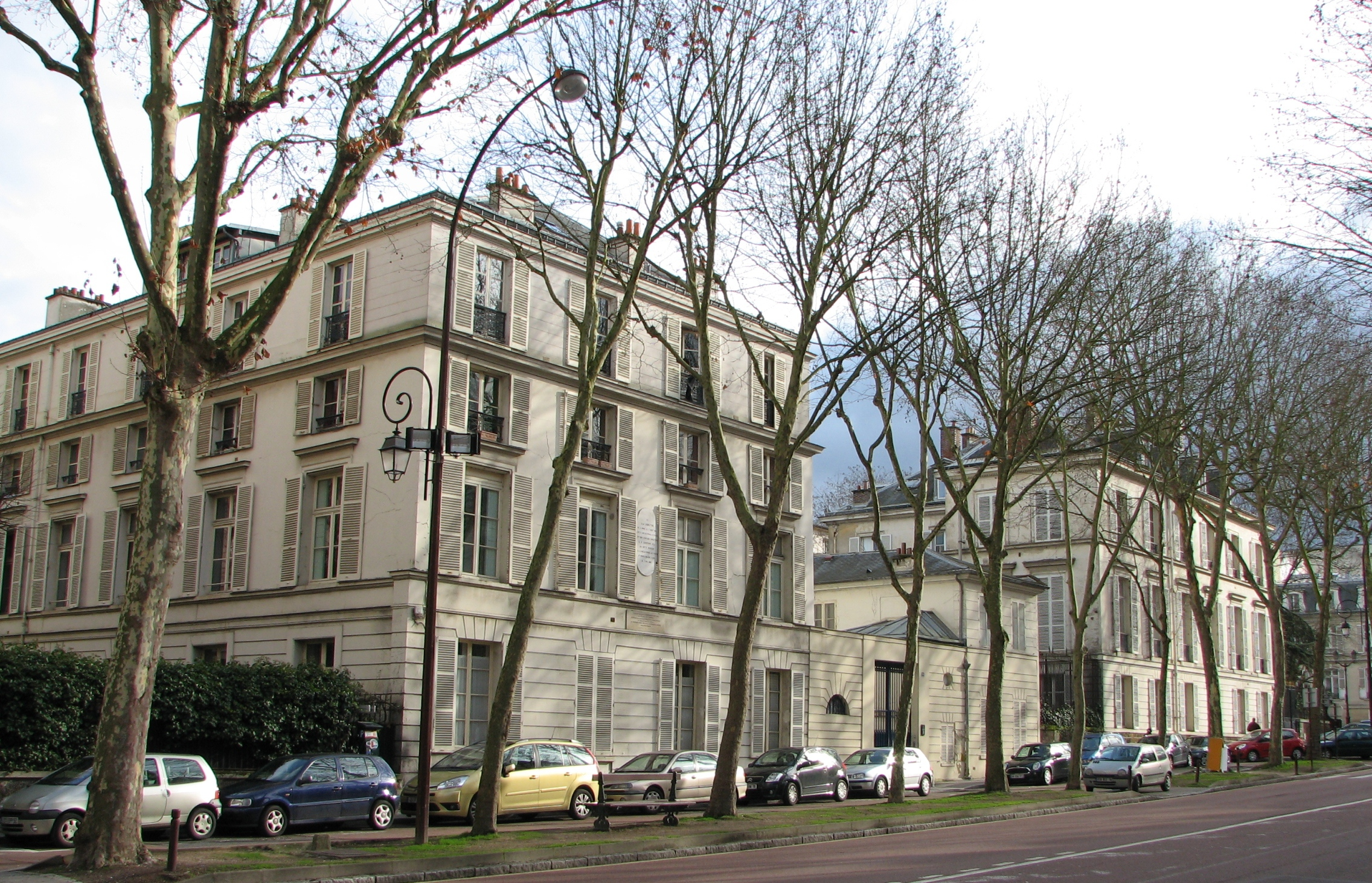

La rue des Réservoirs est une voie de circulation de Versailles.

## Situation et accès
Proche du château, et ayant un axe sud-nord à partir de celui-ci, la rue des Réservoirs se situe dans le quartier Notre-Dame, au nord du château et constitue une section de la RD 186, du croisement de la rue Carnot jusqu'à la place Gambetta.

## Origine du nom
Elle tient son nom des grands réservoirs construits pour alimenter les bassins et jeux d'eau du parc de Versailles, réservoirs aujourd'hui disparus. Les réservoirs actuels que la rue longe ont été construits postérieurement à la création de la rue et plus en contrebas.

## Historique

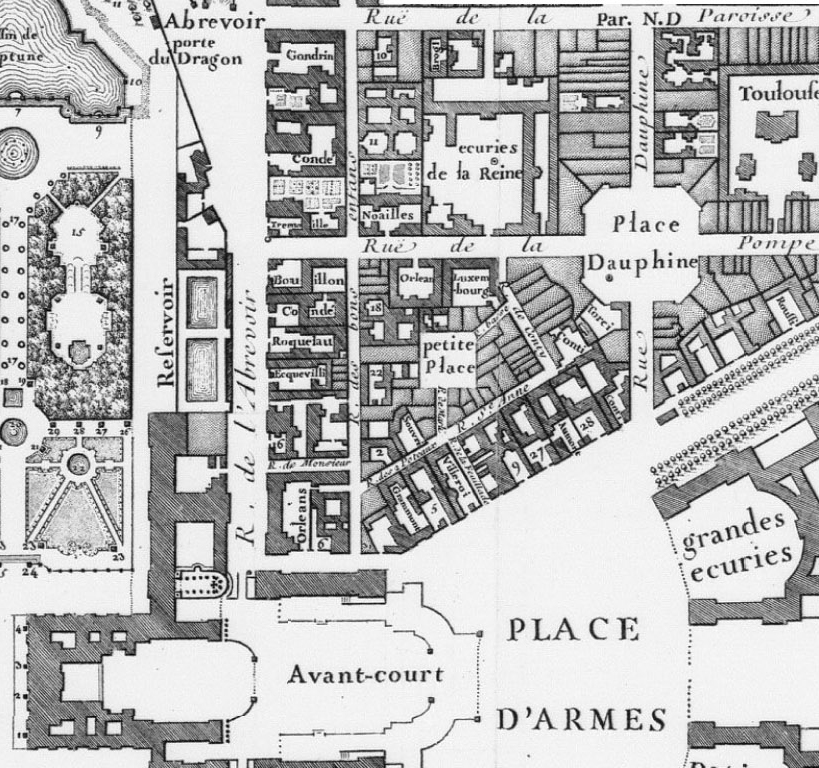
Extrait d'un plan de Versailles de Jean Delagrive de 1746 ; la rue s'appelle alors rue de l'Abreuvoir.

À sa construction, la rue des Réservoirs partait d'une des entrées du château (l'extrémité sud de la rue a depuis été renommée place Gambetta), l'aile Nord du château et ses dépendances n'existaient pas encore. À leur place se trouvaient trois grands réservoirs (aujourd'hui disparus) qui alimentaient les bassins du parc et qui donnèrent le nom à la rue. Les réservoirs actuels que longent la rue, les réservoirs de l'Opéra, se trouvent plus en contrebas. Sur le mur apparent de ces réservoirs se trouvaient adossées 3 maisons (du no 3, 5 et 7 de la rue) qui furent abattues dans la première moitié du XIXe siècle.
Au no 11, où fut construit ensuite l'hôtel du Garde-Meuble se trouvaient initialement des puisards qui communiquaient par des aqueducs avec l'étang de Clagny situé en bas de la rue des Réservoirs. Quatre pompes couvertes remontaient alors l'eau des puisards vers les réservoirs et alimentaient ainsi les bassins du parc en eau.
Sous Louis XIV, outre les pompes, les alentours jusqu'à l'actuelle rue de la Paroisse étaient occupées par des maisons pour les fontainiers.
Plus tard, un peu plus haut sur la rue, à l'emplacement de l'hôtel des Réservoirs fut construite une tour hexagonale pour abriter un nouveau puisard surmontée d'une forte pompe hydraulique dite « la pompe » ou la « Tour d'eau ». Celle-ci était destinée à alimenter le réservoir de la grotte de Téthys construit au-dessus de celle-ci et donc plus haut que les 3 réservoirs initiaux alimentés par les 4 autres puisards. Cette grotte et ces jeux d'eau avaient été construits par François Francine.
La grotte fut détruite quelques années plus tard, en 1686 pour laisser la place à la nouvelle chapelle du château. Le système des étangs pour l'alimentation des bassins venait d'être mis en marche, rendant cette pompe inutile. Elle fut donc supprimée et la tour détruite et, plus tard, en 1752 Louis XV fit construire pour Madame de Pompadour sur cet emplacement un hôtel particulier, dit hôtel de Pompadour ou hôtel des Réservoirs, relié au château par un couloir couvert longeant le mur des réservoir côté parc. En 1765, il abritera le gouverneur de Versailles.
Au cours du XIXe siècle cet hôtel devint un hôtel de luxe qui abritera l'un des plus réputés restaurants de la ville. Il se vit rajouter 2 étages au début du XXe siècle.
En 1774, le terrain situé à l'actuel no 11, autrefois occupé par les 4 pompes et des maisons de fontainiers, fut donné par Monsieur, le frère du roi Louis XVI, à Thierry de Ville-D'Avray, commissaire-général de la Maison du Roi responsable du Garde-Meuble de la Couronne. Il offrit le terrain alors pour la construction d'un bâtiment pour abriter le Garde-Meuble. Celui-ci se trouvait alors hôtel de Conti, jugé trop éloigné du château et trop étroit. Les travaux commencèrent en 1780 et l'hôtel du Garde-Meuble fut achevé en 1783. Il présentait aussi l'avantage de pouvoir utiliser le couloir couvert reliant le château à l'hôtel de Pompadour, situé juste à côté.
En 1789, l'abbé Sieyes habita cet hôtel particulier.
Les premières réunions de la municipalité de Versailles s'y tinrent et en octobre 1800 la préfecture de Seine-et-Oise, trop à l'étroit dans l'hôtel des Grands-Veneurs (actuel palais de Justice) emménagea dans l'hôtel du Garde-Meuble. Elle y restera jusqu'en 1867.
En 1776, Mademoiselle Montansier fit construire un théâtre, qui porte aujourd'hui son nom, la ville n'en possédant alors pas, sur un terrain donné par M. Thierry.
En 1778, Heurtier construisit, à l'actuel no 2, les grands bâtiments qui entourent le corps du milieu. À cet emplacement se trouvait sous Louis XIV, l'hôtel de Louvois, hôtel occupé sous Louis XV par le gouverneur de Versailles qui lui valut son nom d'hôtel du Gouvernement. Sous l'Empire, l'état-major militaire de Versailles et l'administration du génie s'y installèrent, en 1816, le bâtiment redevint une dépendance du château avant de redevenir à usage de l'armée en 1830.
Le 30 juin 1836, le propriétaire de l'hôtel des Réservoirs signale des suintements importants d'eau des parois du réservoir et le signale à l'architecte du château. On essaya de retirer le maximum d'eau du réservoir d'une capacité de 50 000 pieds-cubes et dominant la rue sur plus de 40 pieds. Mais le mur céda avant, noyant les cours intérieures de l'hôtel et se déversant dans la rue, transformée alors pendant plusieurs minutes en « cascade» .
En 1855, la municipalité fit construire des trottoirs et planter deux rangées d'arbres dans ce qui était alors, hors avenues, une des rues les plus larges de Versailles, entre 32 et 38 mètres. Elle a alors une longueur de 481 mètres.
Le 3 juin 1940, durant la bataille de France, l'aviation allemande bombarde Versailles : des abus tombent rue des Réservoirs.

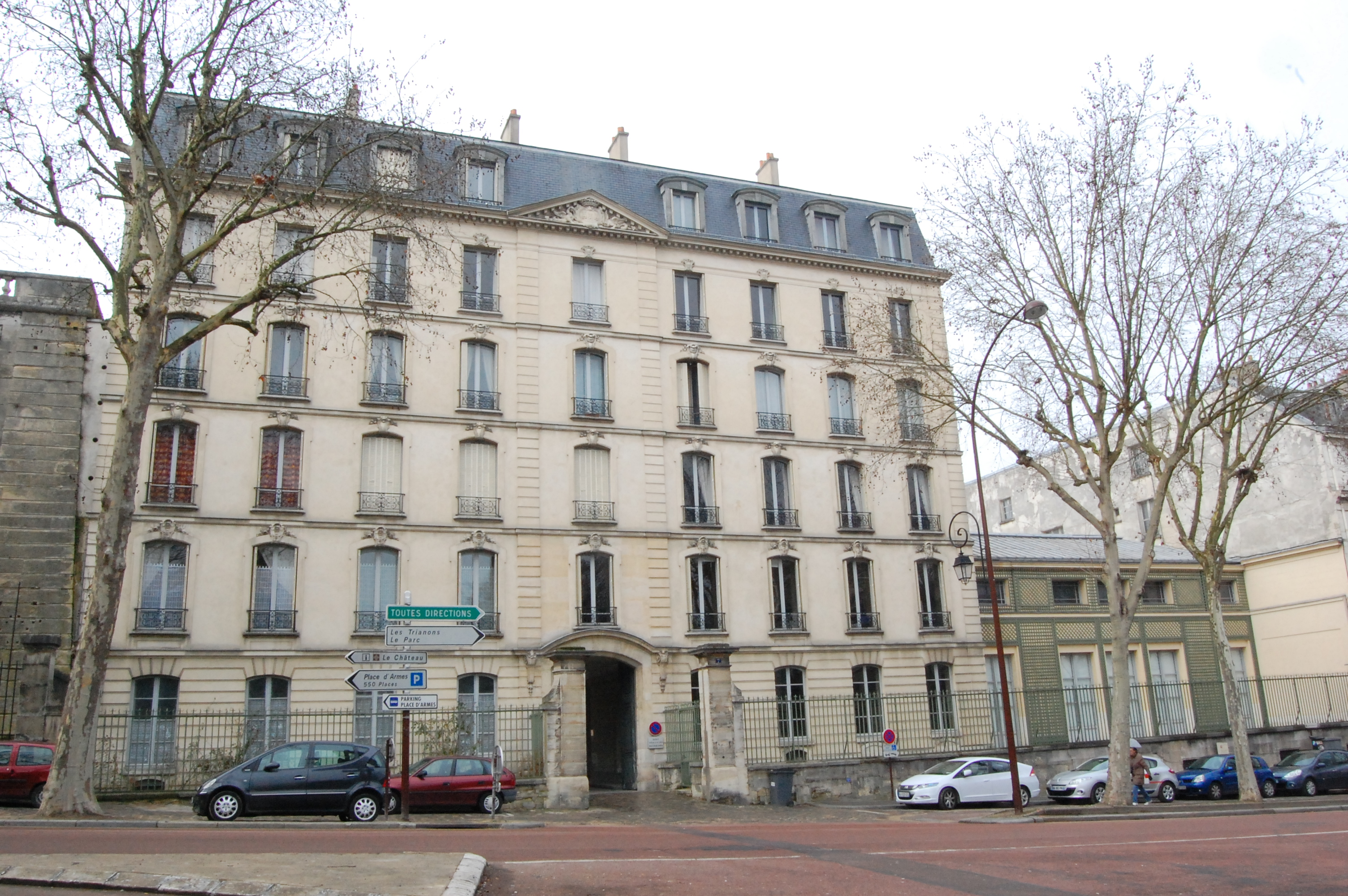
Hôtel des Réservoirs au no 9. On aperçoit le mur du réservoir sur la gauche et une façade latéral de l'hôtel du Garde-Meuble à droite.
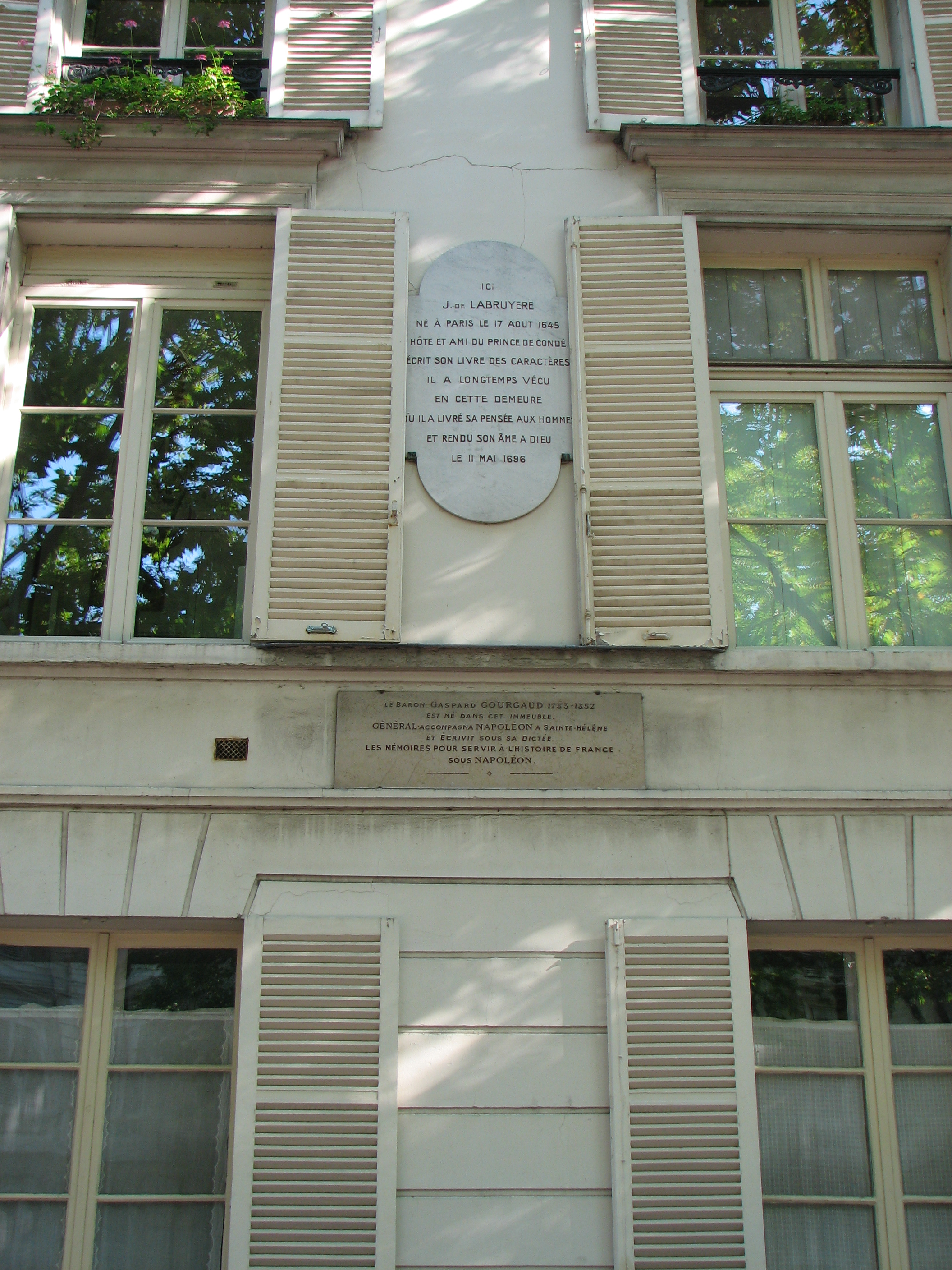
Plaques commémoratives sur l'hôtel de Condé, au 22 rue des Réservoirs rappelant que La Bruyère y a vécu et y est mort et que le général Gourgaud, mémorialiste de Napoléon Ier, y est né.
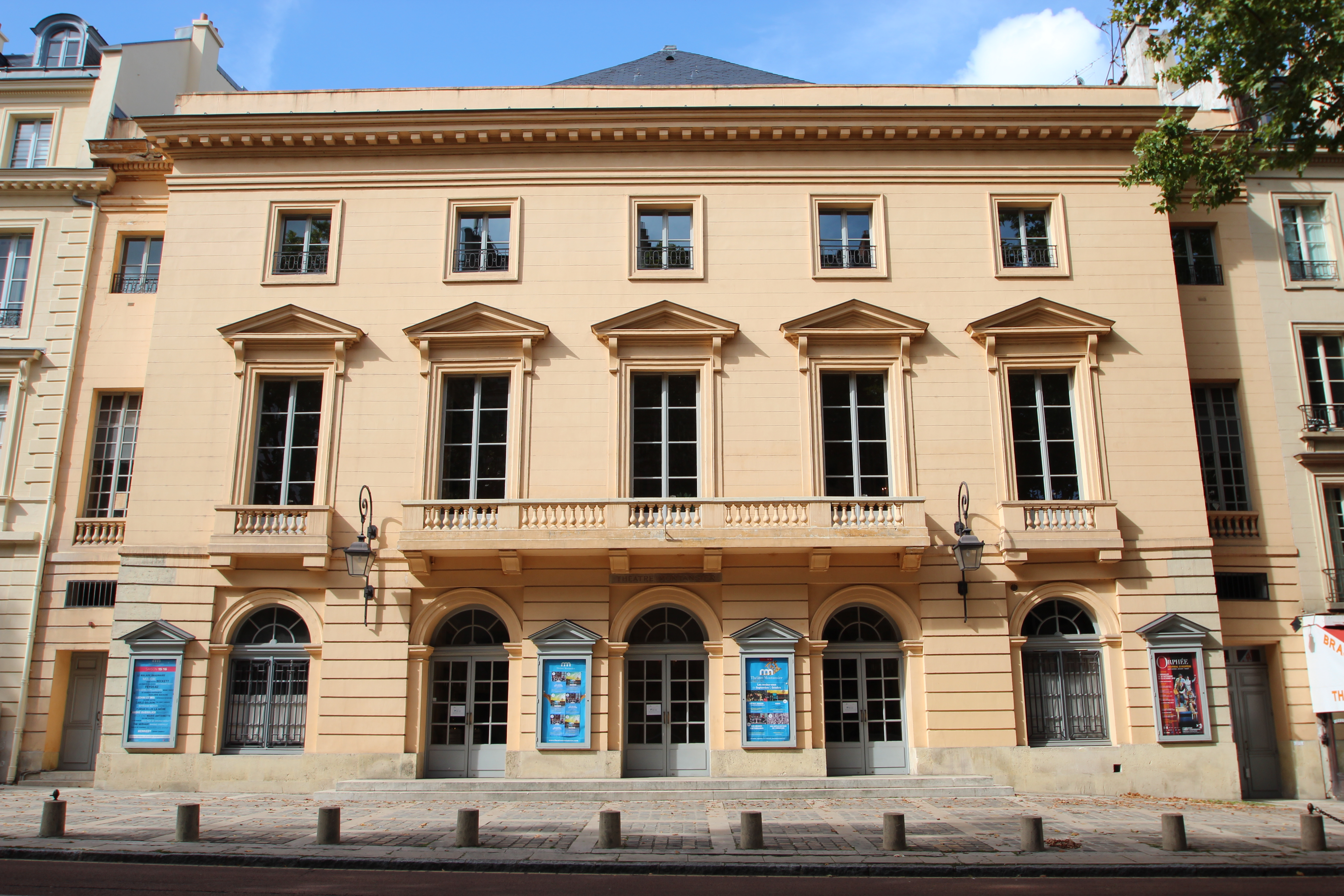
Théâtre Montansier, actuel théâtre municipal de Versailles au no 13.
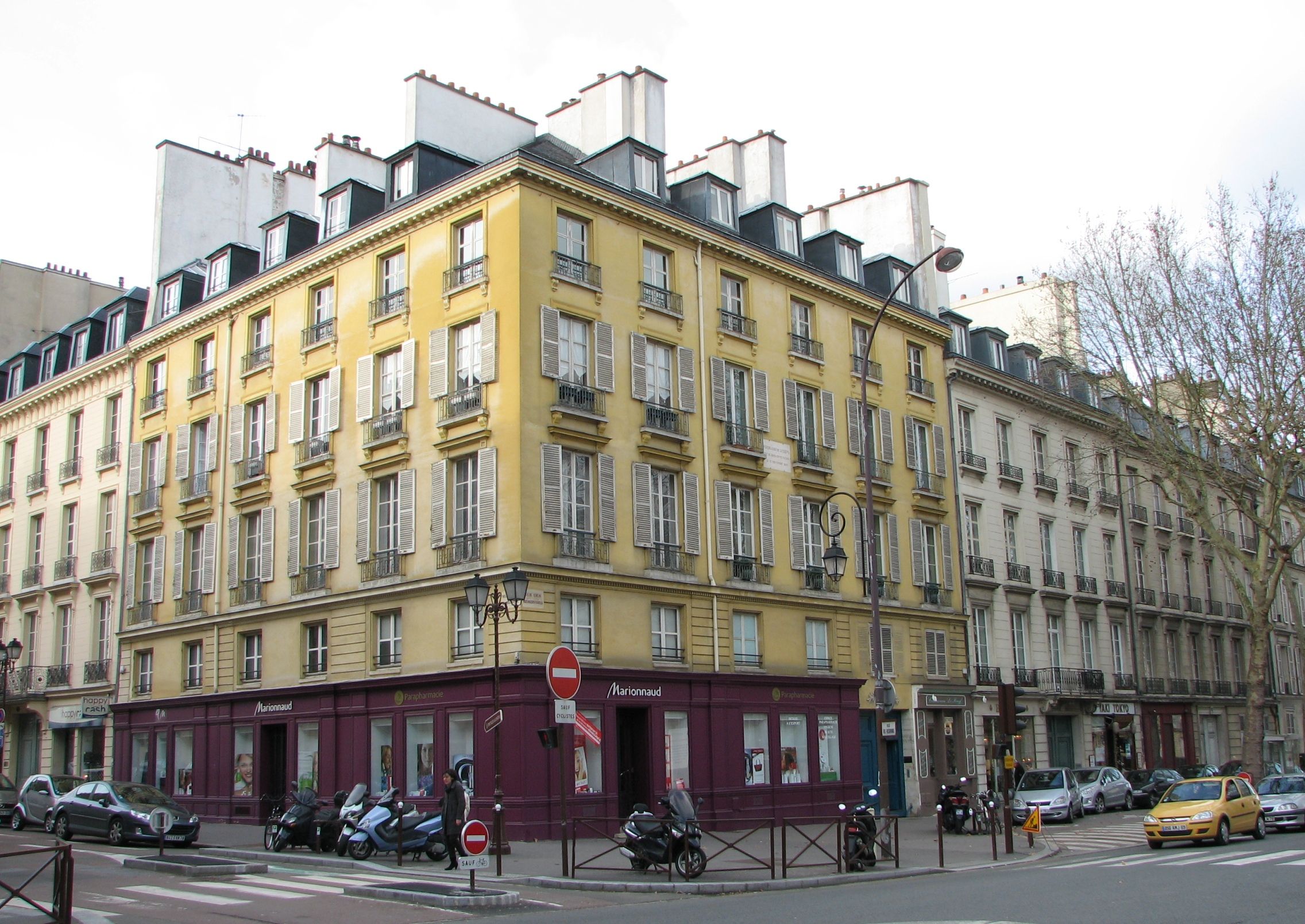
no 19 de la rue des Réservoirs, au croisement avec la rue de la Paroisse, immeuble où est né Ferdinand de Lesseps en 1805.

## Bâtiments remarquables et lieux de mémoire

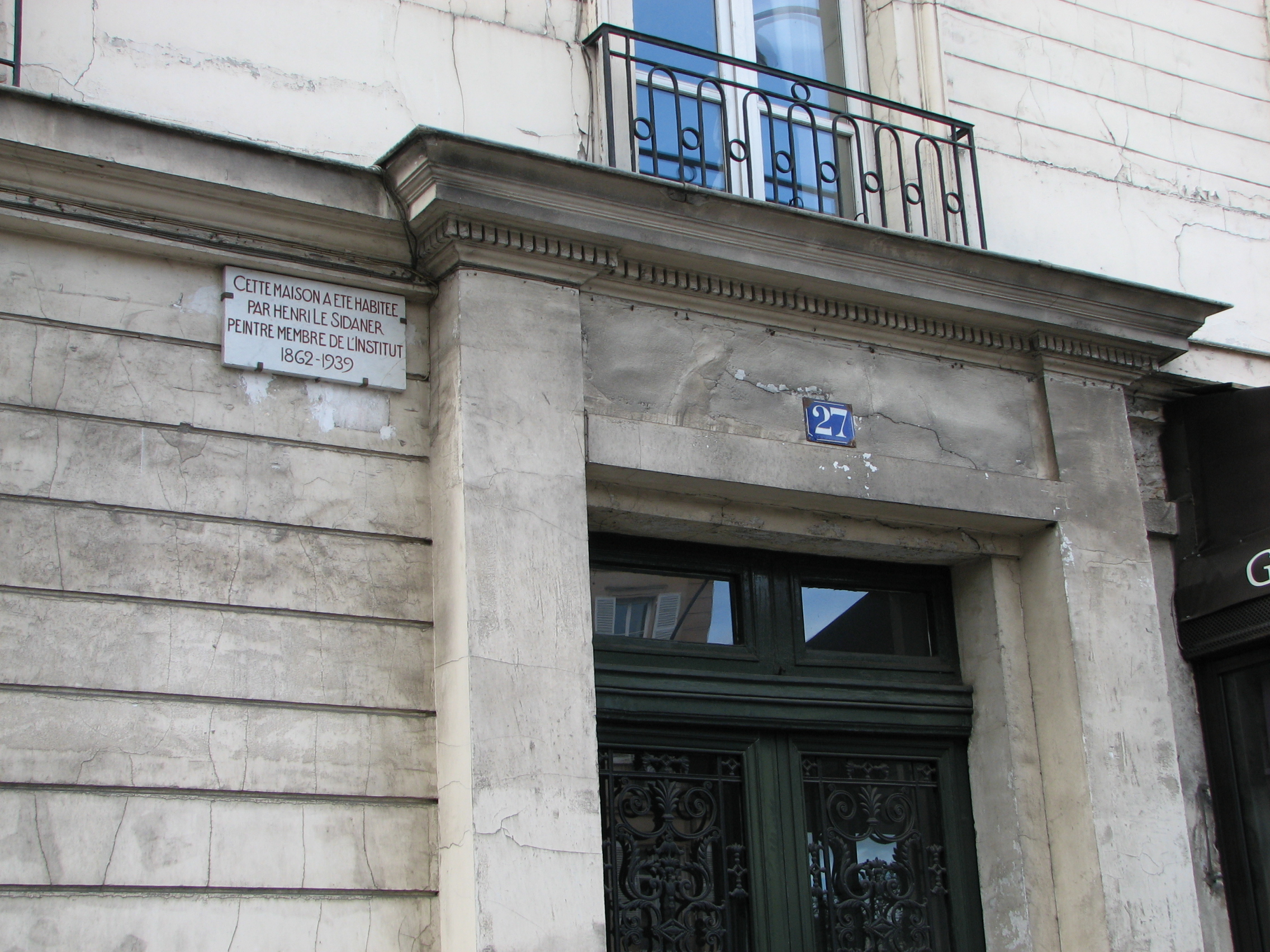
Plaque au no 27.

Pour toutes les rues de Versailles, la numérotation se fait du point le plus proche de la cour du château et de la place d'Armes. Dans la rue des Réservoirs, la numérotation commence donc au sud de la rue, les n° pairs se trouvent à l'est, les n° impairs à l'ouest
- Réservoirs du château
- 2-4, hôtel du Gouvernement, ancien hôtel de Louvois construit en 1672, rénové par Heurtier en 1778
- au 6, hôtel d'Ecquevilly
- au 7-9, hôtel des Réservoirs ou hôtel de Pompadour
- au 8, hôtel de Sérent
- au 11, hôtel du Garde-Meuble qui servait de garde-meuble du château puis abrita la préfecture de Seine-et-Oise[1] de 1800 à 1867.
- au 13, théâtre Montansier, actuel théâtre municipal de Versailles
- au 19 (au croisement avec la rue de la Paroisse), immeuble où naquit Ferdinand de Lesseps en 1805[3]
- au 21, maison où vécut Blaise de Jouvencel (1762-1840), ancien maire de Versailles[1]
- au 22, hôtel de Condé, construit en 1679 et surélevé au XIXe siècle, où vécut et mourut Jean de La Bruyère (1645-1696)[4], naquit le général Gaspard Gourgaud (1783-1852), mémorialiste de Napoléon[5], et vécut quelques années à partir de 1950 l'écrivain Maurice Martin du Gard (1896-1970)
- au 27 (au croisement avec le boulevard de la Reine), immeuble où vécut entre 1922 et 1939 le peintre Henri-Eugène Le Sidaner (1862-1939)[6],[7]